# Imperio de Palmira

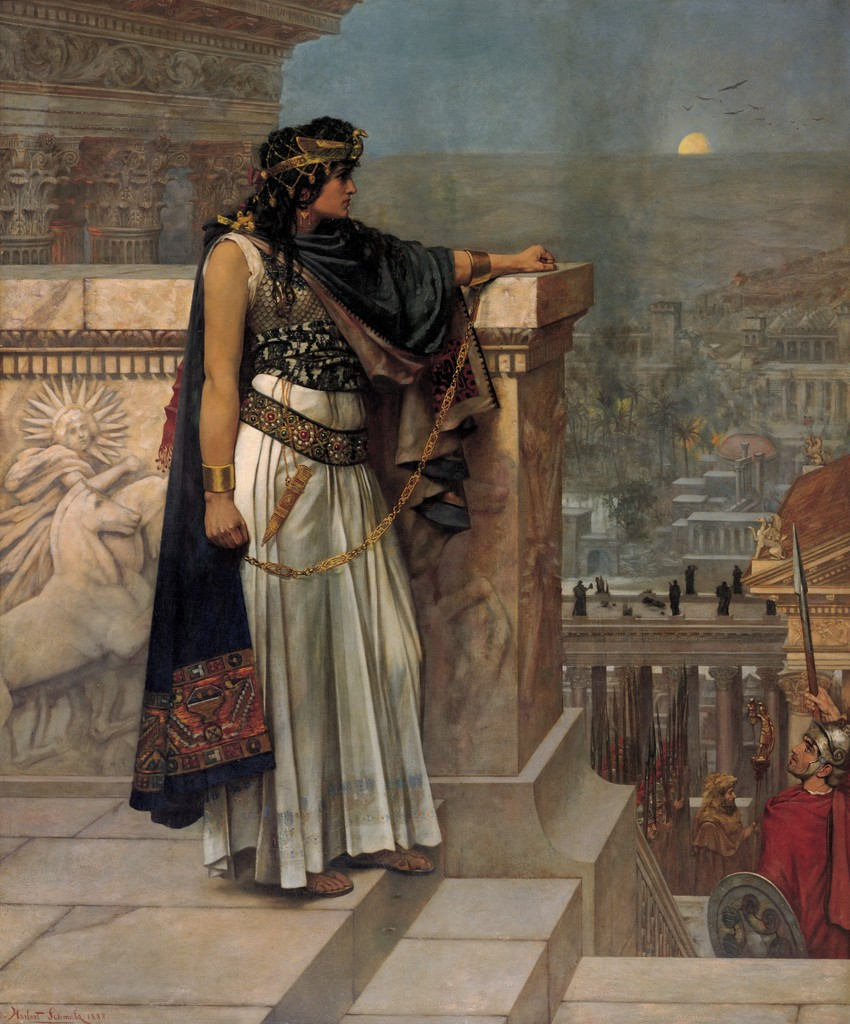
Zenobia mirando por última vez Palmira.

El Imperio de Palmira (en latín: Imperium Palmyrenum) fue un efímero Estado del Oriente Próximo escindido del Imperio romano, formado a partir de la sublevación de la reina de la ciudad de Palmira, próspera vasalla de Roma, en el año 268 con la supuesta intención de dominar a los dos imperios que le flanqueaban, el romano y el sasánida y a partir de las crisis del siglo III. Comprendía las provincias romanas de Siria-Palestina, Arabia Pétrea, Egipto y zonas del sureste de Asia Menor. El imperio tomó su nombre de la ciudad capital, Palmira, y solamente tuvo una gobernante, la reina Zenobia, ya que el emperador Aureliano retomó el control de la zona para el Imperio romano en el 273.

## Historia

### Creación

#### Antecedentes
Después del asesinato del emperador romano Alejandro Severo en el año 235, un general tras otro intentó controlar el imperio, en consecuencia, las fronteras fueron descuidadas y afectadas por frecuentes invasiones de carpos, godos y alamanes. Estos ataques externos eran muy agresivos. Además, en el Oriente, Sapor I, emperador de la Persia sasánida, infligió una desastrosa derrota a los romanos en la Batalla de Edesa en el año 260, con la captura del emperador romano Valeriano y así Quieto y Macriano se rebelaron contra el hijo de Valeriano, Galieno y usurparon el poder en Siria.
Odenato, rey de Palmira, tomó parte por Galieno, el hijo y sucesor de Valeriano, y, en consecuencia, atacó y ejecutó al usurpador Quieto en Emesa, por lo que fue recompensado por su lealtad con una posición excepcional en 262. Ya había asumido el título de rey anteriormente, sin embargo ahora se le nombró totius Orientis imperator, no simplemente un regente, ni un Augusto, sino líder independiente de todo el Oriente.
Odenato intentó sobornar el monarca persa Sapor I, pero, cuando sus presentes fueron rechazados decidió apoyar la causa de Roma, e, inmediatamente, atacó a los ejércitos persas que retornaban del saqueo de Antioquía y les infligió una gran derrota antes de que pudieran atravesar el río Éufrates en el año 260, obteniendo una victoria decisiva. Luego, derrotó a los usurpadores en 261 y continuó luchando contra los persas.
En una serie de campañas rápidas y exitosas, durante las cuales dejó Palmira bajo el control de Septimio Vorod, atravesó el río Éufrates y capturó Edesa, recuperando Nísibis y Carras. Incluso tomó la ofensiva contra Persia y atacó por dos veces la capital Ctesifonte y, probablemente, también reconquistó Armenia de vuelta para el Imperio romano. Esas victorias restauraron el dominio romano en el Este y Galieno no creyó inconveniente realizar un triunfo con cautivos y trofeos que Odenato había ganado en 264. Odenato celebró sus victorias en el Este, compartiendo el título oriental de «rey de los reyes» con su hijo mayor Hairan (Herodes).
Estaba a punto de atacar a los godos en Capadocia cuando Odenato, junto con su hijo mayor Hairan, fue asesinado en 267 por su sobrino Meonio de acuerdo con la Historia Augusta y Zonaras, y no hay constancia alguna para suponer que tal acto de violencia hubiera sido instigado por Roma. Meonio fue proclamado emperador por un breve período, antes de ser ejecutado por los soldados.
El sucesor de Odenato fue su hijo menor Vabalato, también llamado de Atenodoro, de tan solo 10 años, por lo que su madre Zenobia se convirtió en regente y consolidó su poder en Oriente. La reina fue muy cuidadosa de no provocar a Roma y tomó para sí misma y su hijo los títulos que tenía su esposo mientras trabajaba en garantizar la seguridad de las fronteras con Persia y pacificar las peligrosas tribus Tanukhid y Hauran.

### Establecido el Imperio
Alentada por sus generales Septimio Zabbai y Septimio Zabdas, Zenobia comenzó su expedición contra los tanunidos en la primavera del año 270, durante el imperio de Claudio II. Zabdas entró en Bosra y mató al gobernador romano de la provincia y marchó al sur para asegurar la Arabia Romana. De acuerdo al geógrafo persa Ibn Khordadbeh. Zenobia atacó Al-Jandal pero no pudo conquistar su castillo, pero Ibn Khordadbeh confundió a la reina con Al-Zabba una legendaria reina árabe y cuya historia es frecuentemente confundida con la historia de Zenobia.
En octubre del año 270, un ejército palmirense de 70 000 soldados invadió Egipto y declaró a Zenobia reina de Egipto. El general romano Tenagino Probo fue capaz de recuperar Alejandría en noviembre pero fue derrotado y pudo escapar de la fortaleza de Babilonia, donde fue sitiado y asesinado por Zabdas, quién continuó su marcha hacia el sur y asegurar Egipto. Después en el año 271 Zabbai inició las operaciones en Asia Menor y se unió con Zabdas en la primavera de aquel año. Los palmirenses avanzaron hasta Galacia y ocuparon su capital Ancira (Ankara, Turquía) marcando la máxima extensión de la expansión palmirense, ya que los intentos de tomar Calcedonia fracasaron.
Las conquistas de Palmira se realizaron bajo la pretensión de la subordinación a Roma. Zenobia acuñó moneda en nombre de Claudio II y de su sucesor, Aureliano, con Vabalato representado como rey, mientras el emperador permitió la acuñación palmirense y confirió títulos reales a Palmira. De esta manera, hacia el final del año 271, Vabalato tomó el título de Augustus (emperador) solo con su madre.
Así, con el incentivo de aprovechar el vacío de poder que el Imperio sasánida aún no había alcanzado a llenar, Zenobia logró deponer al pretendiente al trono romano que se alzó en Egipto y reclamó la corona del imperio para su hijo. El reino de Zenobia se extendía desde Egipto hasta Asia Menor, abarcando Siria-Palestina, Arabia Pétrea y Egipto, rico por la producción de cereales para el Imperio romano, así como amplios territorios en Asia Menor. Al principio, Aureliano había sido reconocido como emperador, mientras que Vabalato, el hijo de Zenobia, disfrutaba del título de rex e imperator («rey» y «comandante militar supremo»), sin embargo, Aureliano decidió invadir las provincias orientales en cuanto se sintió suficientemente fuerte.

### Reconquista por Roma

#### Guerra de Palmira
En el año 272, Aureliano cruzó el estrecho del Bósforo y avanzó rápidamente a través de Anatolia. De acuerdo con las fuentes de Marco Aurelio Probo recuperó Egipto de Palmira, mientras el emperador continuaba su marcha y alcanzaba Tyana. La caída de Tyana lo hizo una leyenda. Aureliano llegó al punto de destruir cada ciudad que se le resistía, pero respetó Tyana después de una visión del gran filósofo Apolonio de Tyana, al cual le tenía un gran respeto, en un sueño. Apolonio le imploraba: "Aureliano, si tú deseo es gobernar, abstente de la sangre inocente! Si vas a conquistar, ten misericordia!". Siendo esta la razón de su clemencia, Aureliano respetó a Tyana. Muchas otras ciudades fueron subyugadas por sus tropas, viendo que el emperador no tomaba venganza contra ellos.
De inmediato puso rumbo hacia Antioquía, donde derrotó a Zenobia en la Batalla de Immae. Zenobia se retiró de Antioquía huyendo hasta Emesa mientras Aureliano avanzaba y tomaba la primera. Después de reagruparse, los romanos destruyeron una guarnición palmirena establecida en el fuerte de Dafne y dirigiéndose hacia el sur de Apamea, continuando hacia Emesa y derrotando otra vez a Zenobia en la Batalla de Emesa, la forzaron a evacuar la capital. Aureliano marchó a través del desierto y fue acosado por los beduinos leales a Palmira, pero tan pronto como llegó a las puertas de la ciudad consiguió negociar con los beduinos quienes traicionaron a Palmira y suplicaron al ejército de Roma agua y alimentos. Aureliano puso sitio a Palmira en el año 272 y trató de negociar con Zenobia, con la condición de su rendición en persona. Ella respondió con una negativa. Los romanos trataron de romper las defensas de la ciudad en varias ocasiones pero fueron rechazados. Sin embargo, la situación continuo deteriorandose para Zenobia con lo que, finalmente, esta abandonó la ciudad con dirección hacia el este solicitando ayuda a los persas. Pero los romanos, conocedores de su plan, siguieron sus pasos siendo capturada cerca del río Éufrates y traída de regreso con el emperador. Poco después, los ciudadanos de Palmira aceptaron la paz y la capitulación de la urbe.

### Secuelas
Aureliano respetó la ciudad y estacionó una guarnición de 600 arqueros liderados por Sandarion, como una fuerza de paz. Las defensas fueron destrozadas y una gran parte del equipo militar de la ciudad fue conservado y confiscado. Zenobia y su Consejo fueron llevados a Emesa y juzgados. Muchos de los oficiales de alto rango de Palmira fueron ejecutados, mientras que el destino de Zenobia y Vabalato es incierto.
En el año 271, Palmira se rebeló bajo el mando de un ciudadano llamado Septimio Apsaio y haciendo contacto con el prefecto romano de Mesopotamia, Marcelino, le ofreció ayuda para usurpar el poder imperial. Marcelino alargó las negociaciones y le mandó informar al emperador romano, mientras los rebeldes perdieron la paciencia y acabaron por declarar a un pariente de Zenobia, Antíoco, como Augusto. Aureliano marchó de nuevo contra Palmira recibiendo la ayuda de una facción de palmirenos que estaba dentro de la ciudad, dirigida por un hombre que tenía el rango de senador llamado Septimio Haddudan.
Aureliano respetó la vida de Antíoco pero arrasó Palmira: los tesoros más valiosos fueron tomados por el emperador para decorar su Templo del Sol, mientras que muchos edificios fueron destruidos, el pueblo fue castigado y acallado y el templo más sagrado de Palmira fue saqueado.

### Evaluación y legado
El motivo último de la revuelta es debatido. Cuando los historiadores, y otros eruditos, tratan el ascenso de Palmira y la rebelión de Zenobia a menudo lo interpretan como el resultado de factores culturales, étnicos o sociales. Andeas Alföldi vio la rebelión como una oposición de origen completamente étnico contra Roma. Irfan Shahid consideró la revuelta de Zenobia como un movimiento panárabe, precursor de la futura expansión de los califatos árabes, una opinión compartida por Franz Altheim y que es prácticamente universal entre los eruditos árabes y sirios como Philip Khuri Hitti. Mark Whittow está en desacuerdo con que la revuelta fue étnica en su naturaleza y enfatiza que fue una reacción a la debilidad de Roma y su inestabilidad política y militar en proteger a Palmira de los persas. Warwick Bell vio que la rebelión era apuntar hacia el trono de Roma, no solo la independencia de Palmira. Las inscripciones de Vabalato muestran un estilo como el de un emperador de Roma. De acuerdo a Ball, Zenobia y Vaballathus fueron contendientes por el trono romano, siguiendo un plan similar al de Vespasiano, quién ascendió al trono después de construir su base de poder en Siria. Andrew M. Smith II considera que la revuelta es como una oferta para ambos: independencia y el trono romano. La realeza de Palmira usaba títulos orientales como rey de reyes, que no tenía relevancia en los políticos romanos, mientras los conquistadores estaban interesados en el comercio de Palmira. Finalmente, este fue el único y último año de realeza de Zenobia y Vaballatus cuando el rango dentro del Imperio Romano fue reclamado. Fergus Millar, tiene la impresión que el movimiento de independencia, por la evidencia encontrada en la revuelta de Palmira fue por su población.
A mediados del siglo xx, el interés por el imperio de Palmira revivió brevemente entre los nacionalistas sirios. Los retratos del imperio por parte de los nacionalistas sirios modernos, lo muestran como una civilización única la cual atendió la liberación de las masas en el levantamiento contra la tiranía romana. Una serie de la televisión de Siria fue producido basada en la vida de Zenobia, siendo el objeto de una biografía escrita por el exministro de Siria Mustafá Tlass.

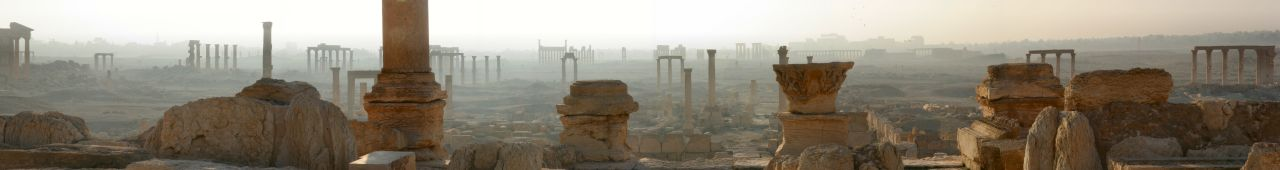
Panorama de las ruinas de Palmira en 2005 antes de ser dinamitadas por el Estado Islámico.

- Esta obra es parte original del artículo en inglés de Wikipedia Free Encyclopedia traducido al español.